# A Royal Christmas
A Royal Christmas (Unas fiestas reales en Latinoamérica y El príncipe prometido en España) es una película para televisión de 2014, de los géneros romance y comedia navideña. Fue dirigida por Alex Zamm y protagonizada por Lacey Chabert, Stephen Hagan y Jane Seymour. Escrita por Janeen Damian, Michael Damian, Neal H. Dobrofsky, y Tippi Dobrofsky. 
La historia se basa en una costurera que es novia de un chico que es príncipe en el reino de Cordinia. Luego la chica conoce a la madre de su novio, La Reina, una mujer que le hará la vida imposible. Fue producida por Hallmark Channel y fue puesta al aire por primera vez el 21 de noviembre de 2014. La película fue rodada en Bucarest, Rumania. 

## Sinopsis
Emily Taylor (Lacey Chabert), es una costurera que trabaja en la sastrería que tiene su padre. Ella se vuelve novia de un chico que se hace pasar por "Leo James" (Stephen Hagan). En realidad, Leo es el príncipe Leopoldo Jaime Guillermo Enrique Archivaldo de Cordinia. Cuando le revela esa identidad a Emily, la invita a ir en fiestas navideñas a su reino. Emily acepta, y entornan un viaje a la realeza. 
Cuando llegan al reino, son recibidos por la Reina Isadora de Cordinia (Jane Seymour), la mamá de Leopoldo. Cuando la muchacha llega al reino, no es bien recibida por Isadora, que le jura hacerle la vida imposible en su estadía en reino y al negarla como novia de su hijo. 
Por tal motivo, invita al reino a la Duquesa Natasha (Katherine Flynn), exnovia de Leopoldo. Junto con ella le harán la vida imposible a Emily para que se vaya y deje en paz a Leopoldo. Pero Emily no está sola, tiene amigos que trabajan en el reino, la sirvienta Olivia (Diana Dumitrescu), el mayordomo, Victor (Simon Dutton) y los demás de la servidumbre. 
Emily no permitirá humillaciones de Isadora y Natasha, tampoco permitirá que la separen de su gran amor, Leopoldo y juntos lucharán por conseguir la aceptación de su madre, y de las otras personas.

## Reparto
| Actor            | Personaje                                                                    |
| ---------------- | ---------------------------------------------------------------------------- |
| Lacey Chabert    | Emily Taylor                                                                 |
| Stephen Hagan    | Leo James / Leopoldo Jaime Guillermo Enrique Archivaldo Príncipe de Cordinia |
| Jane Seymour     | Isadora, Reina de Cordinia                                                   |
| Katherine Flynn  | Natasha, Duquesa de Warren                                                   |
| Simon Dutton     | Victor                                                                       |
| Mitchell Mullen  | Bud Taylor                                                                   |
| Katrina Nare     | Toni                                                                         |
| Diana Dumitrescu | Olivia                                                                       |
| Vlad lanus       | Will                                                                         |
| Kate Loustau     | Galina, Baronesa de Newbury                                                  |
| Ionut Grama      | Kent, Barón de Newbury                                                       |
| Alice O'Mahonney | Poppy                                                                        |
| Annie Gould      | Hermana Agnes                                                                |
| Miahi Niculescu  | Gran Duque de Canterbury                                                     |

## Doblaje
| Personaje                      | Actor Original  | Actor de Doblaje   | Actor de Doblaje        |
| ------------------------------ | --------------- | ------------------ | ----------------------- |
| Emily Taylor                   | Lacey Chabert   | Agostina Longo     | Pilar Martín            |
| Leopoldo, Príncipe de Cordinia | Stephen Hagan   | Hernán Palma       | Juan Logar Jr.          |
| Isadora, Reina de Cordinia     | Jane Seymour    | Andrea Sala Rigler | María Antonia Rodríguez |
| Victor                         | Simon Dutton    | Rolando Agüero     | Luis Mas                |
| Bud Taylor                     | Mitchell Mullen | Ariel Abadi        | Fernando De Luis        |